# Colymmatops granulatus
Colymmatops granulatus är en ringmaskart som beskrevs av Peters 1855. Colymmatops granulatus ingår i släktet Colymmatops och familjen Terebellidae. Inga underarter finns listade i Catalogue of Life.